# San Luis Río Colorado
San Luis Río Colorado è una municipalità dello stato di Sonora, nel Messico settentrionale, il cui capoluogo è la località omonima.
La municipalità conta 192.739 abitanti (2010) e ha un'estensione di 8.910,37 km².
Il nome della località è dedicato a Luigi IX di Francia, santo della Chiesa cattolica e al Rio Colorado, che scorre nell'area municipale.